# معهد بحوث الموارد الطبيعية والبيئة
معهد بحوث الموارد الطبيعية والبيئة هو معهد تابع لمدينة الملك عبد العزيز للعلوم والتقنية في المملكة العربية السعودية في الرياض، يهدف المعهد لتنفيذ برامج البحوث العلمية التطبيقية والدراسات ذات العلاقة بالبيئة وتنمية وترشيد الموارد الطبيعية مع التركيز على مصادر المياه وترشيد استخدامها، تنمية الموارد الإحيائية، نقل وتطوير التقانات الحيوية الحديثة وذلك بغرض إرساء قواعد التنمية المستدامه للموارد الطبيعية وحماية البيئة.

## اختصاصات المعهد
يختص المعهد في عدة وظائف من شأنها تطوير الموارد الطبيعية والبيئية وهي:
- إجراء البحوث التطبيقية والدراسات بهدف تعزيز مصادر الموارد الطبيعية وحماية البيئة ونقل وتطويع وتطوير التقنيات الحديثة في المجالات التي تقع ضمن اهتمامات المعهد.
- إيجاد وتطوير آلية فعالة لربط مخرجات الأبحاث العلمية والتقنية في مجالات الموارد الطبيعية والبيئة بمقومات الإنتاج في القطاعين الحكومي والخاص بالتنسيق مع الإدارات المختصة.
- تنفيذ برامج البحوث والدراسات المشتركة في مجالات الموارد الطبيعية والبيئة بين مدينة الملك عبد العزيز للعلوم والتقنية والمؤسسات البحثية الوطنية والإقليمية والدولية.
- اقتراح وتفعيل الإجراءات والتشريعات والنظم الخاصة بتطبيق التقانات وصيانة وحماية الموارد الطبيعية والبيئة.
- تقديم الاستشارات الفنية والعلمية للجهات الأخرى في المجالات التي تقع ضمن اهتمامات المعهد.
- توفير البيئة البحثية المناسبة للباحثين في المعهد.
- اقتراح البرامج لتطوير القوى البشرية وأساليب العمل بالمعهد بالتنسيق مع إدارة التطوير الإداري.
- اقتراح تنظيم الأنشطة العلمية التي تدخل ضمن اختصاص المعهد بالتنسيق مع الإدارات المختصة.
- رفع تقارير دورية عن أنشطة المعهد.
- رفع مشروع الميزانية السنوية للمعهد.